# عبدالکریم مدرس
(ماموستا) عبدالکریم مدرس (به کردی: مامۆستاعه‌بدولکه‌ریم موده ڕیس - Mela Ebdulkerîm Muderrîs) (زاده مه ۱۹۰۵ - درگذشت ۳۰ اوت ۲۰۰۵) با تخلص شعری نامی، فقیه، مفسر، محقق، مترجم و شاعر معاصر کرد در روستای تکیه نزدیک مرکز ناحیهٔ خورمال در استان سلیمانیه دیده به جهان گشود. عبدالکریم مدرس سال‌هاست که برای محققان و دانشمندان عرب و عجم، کرد و ترک و در اغلب کشورهای اسلامی به ویژه حوزه عراق، ایران، ترکیه، سوریه، عربستان، اردن و کشورهای حاشیه خلیج فارس شناخته شده و حتی در اقصی نقاط جهان اسلام همچون اندونزی و نیز الجزایر و پاکستان به سبب آثار و تالیفاتش با افکار واندیشه‌ها و آثار و نوشته‌هایش آشنایی دارند.
مدرس با دقت نظر و وسعت تتبع از محققان و ادبا و نویسندگان و مصححان معاصر تاریخ کرد و کردستان به‌شمار می‌رود که در زمینه‌های علوم اسلامی، فقه شافعی، تاریخ مشاهیر کرد، تصحیح و تقنیح شعر شعرا، علوم ادبی و بلاغی و لغوی، عرفان و تصوف به ویژه طریقت نقشبندیه، حکمت و فلسفه، صاحب نظر است؛ سرتاسر زندگی او را، تدریس و تعلیم، تحقیق و تألیف و سفرهای علمی متعدد تشکیل می‌دهد. در حوزه‌های علمیه دینی عراق مورد استناد بود. وی با تبحر در ادبیات کردی، عربی و فارسی آثاری تألیف نمود. مدرس از پرکارترین نویسندگان قرن بیستم کردستان دانست. شمار تألیفات و ترجمه‌های وی به بیش از شصت جلد می‌رسد. تألیفات وی به زبان‌های کردی، عربی و فارسی می‌باشند. شهرت مدرس به خاطر کارهای زیاد او در زمینه‌های مختلف ادبی، تاریخی و فقهی است.

## زندگی‌نامه
عبدالکریم ابن محمد ابن فاتح ابن سلمان ابن مصطفی ابن محمد از عشیرهٔ هوزی قاضی در قریهٔ تکیه در ماه مه به سال ۱۹۰۵ دیده به جهان گشود. عبدالکریم چون به حد تمییز رسید تحصیل مقدماتی علوم اسلامی را آغاز کرد؛ نخست قرآن کریم و معدود کتاب‌های دینی و آموزشی حوزه‌های علوم دینی آن دوره را فراگرفت. در دوران کودکی پدرش را از دست داد و تحت نظر مادر و عموهایش به ادامه تحصیل پرداخت. در اول محرم ۱۳۳۱ه‍.ق در سن هشت سالگی مطالعه کتاب تصریف زنجانی را در علم صرف آغاز کرد و در مدارس دینی کردستان برای کسب علم و دانش همواره در تکاپو و سیر و سفر بود. مصادف با جنگ جهانی اول به شهر سلیمانیه رفت و شرح سیوطی بر الفیه ابن مالک را در آن جا به اتمام رساند. در ایام خشکسالی و قحطی شدید از منطقهٔ سلیمانیه به هورامان بازگشت و در مدرسه خانقاه که تحت نظر علاءالدین نقشبندی اداره می‌شد، اقامت نمود؛ به گفتهٔ استاد مدرس، ایشان همچون پدری مهربان وی را از لحاظ مادی و معنوی مساعدت نمود. از جمله کسانی که فقهای جدیدی را برای کسب علوم و تحقیق و پژوهش و نوشتن حواشی و تعلیقات و تحقیقات بر وی گشود، عمر بن قره‌داغی بود. عبدالکریم علاوه بر فراگیری علوم اسلامی و ادبی در نزد عمر ابن قره داغی اخلاق و سلوک عالیه، عزت نفس، قناعت و توکل بر خدا را از استادش به عنوان میراثی گرانبها و ارزشمند از مکتب اخلاقی و عرفان وی آموخت که تأثیرات فراوانی در شخصیت او داشت. پس از اتمام دروس علمی در سال ۱۳۴۳ ه‍.ق در سن ۲۰ سالگی به در یافت اجازه فتاوی علمی با حضور علما و فضلای کردستان نائل آمد. استاد مدرس همچنان تا حدود سال ۱۴۲۰ به تدریس و تحقیق و امامت خود در بارگاه عبدالقادر گیلانی ادامه داد و در سالهای آخر عمرش هم گاهی از حافظه، تدریس و افاده می‌نمود و محضرش، مجمع علما و صالحان و طالبان نقاط گوناگون جهان اسلام بود. تا آن که در صبحگاه روز سه شنبه ۲۴ ماه رجب ۱۴۲۶ قمری برابر با ۸ شهریور ماه سال ۱۳۸۴ شمسی و ۳۰ اوت ۲۰۰۵ میلادی درگذشت و پیکر او با حضور هزاران نفر از علما، مردم و علاقه‌مندانش تشییع و در بارگاه عبدالقادر گیلانی در جایی که خود قبلاً تعیین کرده بود، در کنار مرقد رضا طالبانی و عبدالرحمن ابوالوفای نقشبندی به خاک سپرده شد.

## نظر (ماموستا) هیمن در مورد مدرس
هیمن شاعر کرد دربارهٔ این فقیه می‌گوید:
«هه موو کوردێکی پاک، چاک، دیندار، دلسۆز و ئه‌دب‌دۆست ئه‌گه‌ر به دڵ و گیان خوی به‌منه‌ت بار و قه‌رزاری مامۆستای هێژاو زانای کورد مه لا عه بدولکه ریم موده ریس نه‌زانی ناهه‌قی ده‌کا. چونکه مامۆستا و کوڕه کارامه و لێزانه‌کانی به هه‌موو هێز و توانای خۆیانه‌وه به هیچ بارێک له خزمه‌تی کوردی چاره ڕه شی، دووره به‌شی هژار دریخیان نه کردووه …
جارێک له‌گه‌ل چه‌ند ماموستای گه‌وره و ماقوڵ له باره‌گای حه‌زره‌تی غه‌وس گه‌یلانی له حوجرهٔ ته‌نگ و بچکۆله‌کهٔ دا له خزمه‌تی مامۆستا دانیشتبووین، من نه و بیره‌م به میشکدا ده‌هات ئه‌گر هه‌موو نووسینه به نرخه‌کانی ئه‌م مامۆستا کورته بالا، ره‌زا سووک، خویین شیرین و قسه خۆشه‌بینی و له تایه‌کی ترازوی باوی و جستهٔ لاوازی خۆشی و له تایه‌کی دیکه‌یش بخهٔ نایا سه‌ری وه میچی حوجره کهٔ نا که‌وی؟»

## آثار و تالیفات

### آثار و تالیفات به زبان کردی
1. باخچهٔ گوڵان
2. بارانی ڕه حمه ت
3. به هار و گوڵزار
4. بنه ماڵهٔ زانیاران
5. بهارستان مولانا جامی
6. ته صریفی زنجانی
7. ته فسیری نامی
8. په ناو سکاڵا حه ج‌نامه
9. خوڵاسهٔ ته فسیری نامی
10. دوو رستهٔ مرواری
11. دیوانی فقهێ قادری هه ماوهند
12. دیوانی مه حوی، تصحیح و شرح دیوان مه حوی
13. دیوانی مه وله وی، تصحیح و شرح دیوان مه وله وی
14. دیوانی نالی، تصحیح و شرح دیوان نالی
15. ڕۆژگاری ژیانم
16. ڕۆژگای به هه شت
17. ڕیگای پێغه مبه ر
18. سه رچاوهٔ ئایین
19. سۆسه نی کۆسار
20. شه ریعه تی ئیسلام
21. شه مامهٔ بۆندار
22. شه وچرا
23. که ڕاماتی حه‌زره‌تی زیائه‌دین
24. له په نای پێغه مبه ر
25. لیمۆی مه زه دار
26. مه ولود نامه و میعراج نامه
27. نوسراوه کانی کاک ئه‌حمه‌دی شێخ
28. مووناجات (پاڕانه وه کان)
29. نامهٔ به ختیار
30. نامهٔ پیرۆز
31. نامهٔ هۆشیار
32. نامهٔ بۆدار
33. نووری ئیسلام
34. نووری قورئان
35. هۆنراوه له په نای پێغه مبه ر و یاوه رانیدا
36. وه فات نامه
37. وه نه وه شهٔ نازدار
38. ووتاری ئایینی
39. یادی مه ردان
40. ئه ساسی سه عاده ت (بناغهٔ به خته وه ری)
41. ئیمان وئیسلام[۴]

### آثار و تالیفات به زبان عربی
1. نورالإسلام
2. نورالإیمان
3. صفوة اللآلی
4. إسناد الأعلام
5. جواهر الفتاوی
6. رسائل العرفان
7. الفرائد الجدیدة
8. خلاصة جواهر الکلام
9. شرح العقیدة المرضیة
10. الوسیلة فی شرح الفضیلة
11. إرشاد الناسک إلی المناسک
12. إعلام بالغیب وإلهام بلا ریب
13. إرشاد الأنام إلی أرکان الإسلام
14. مواهب الرحمن فی تفسیر القرآن
15. علماؤنا فی خدمة العلم والدین
16. جواهر الکلام فی عقاید أهل الإسلام
17. رسائل الرحمة فی المنطق والحکمة
18. الأنوار القدسیة فی الأحوال الشخصیة
19. القصیدة الوردیة فی سیرة خیر البریة
20. الوردة العنبریة فی سیرة خیر البریة[۴]

### آثار و تالیفات به زبان فارسی
1. رساله شمشیرکاری[۴]
2. گردآوری و شرح فوائح مولوی کرد با نام فوائد الفوائح

## نمونه‌ای از شعرهای او
سروده‌های زیربخشی از مولودنامه عبدالکریم مدرس می‌باشد:
| ئهٔ پێغه‌مبه‌ری ڕه‌هبه‌ری ئیسلام   |  | بڕژێ به سه‌رتا سه‌لات و سه‌لام    |
| ئهٔ یادگاری نه‌ته‌وهٔ ئاده‌م       |  | بۆ تۆ بوو دنیا ده‌رچوو له عه‌ده‌م |
| دڵێ به یادی تۆ نوورانی بێ     |  | له‌گه‌ڵ فریشته ئه‌بێ به هاوده‌م    |
| چاوێ بڕوانێ بۆ ناو چاوانت     |  | وه‌ر ئه‌گرێ نووری باره‌گای قیده‌م  |
| ئهٔ پێغه‌مبه‌ری ڕه‌هبه‌ری ئیسلام   |  | بڕژێ به سه‌رتا سه‌لات و سه‌لام    |
| ئهٔ پێغه‌مبه‌ری شیرین ڕه‌نگ و بۆ  |  | ده‌ستی هانامان به دامانی تۆ     |
| دونیای ڕووناکم لێ بووه به شه‌و |  | مه‌ینه‌ت له سه‌رم جه‌م بووه کۆ کۆ  |
| سایه شک نابه‌م له گه‌رمای ده‌ردا |  | مه‌گه‌ر سێبه‌ری کاڵای ئاڵای تۆ    |
| خۆت زویر مه‌که له بێ شه‌رمیمان  |  | لا بکه‌ره‌وه ئه‌مجاره‌ش له نۆ      |
| ئهٔ پێغه‌مبه‌ری ڕه‌هبه‌ری ئیسلام   |  | بڕژێ به سه‌رتا سه‌لات و سه‌لام    |